# Ghiacciaio Erden
Il ghiacciaio Erden (in inglese Erden Glacier) è un ghiacciaio lungo 6 km e largo 2,8, situato sulla costa di Oscar II, nella parte orientale della Terra di Graham, in Antartide. In particolare, il ghiacciaio si trova sul versante sud-orientale dell'altopiano Proibito, a sud-ovest del ghiacciaio Lesicheri, e da qui fluisce verso sud-est fino a unire il proprio flusso a quello del ghiacciaio Jorum.

## Storia
Il ghiacciaio Erden è stato così battezzato dalla Commissione bulgara per i toponimi antartici in onore della cittadina di Erden, nella Bulgaria nord-occidentale.  